# T.Love
T.Love est un groupe de rock polonais créé en 1982 à Częstochowa.

## Histoire
À l'origine, le nom du groupe était Teenage Love Alternative, avant de devenir T.Love en 1987.
En 1986, ils ont leur premier tube avec la chanson My marzyciele ("Nous les rêveurs").
En 1991, leur album Pocisk miłości est un succès en Pologne, avec en particulier la chanson Warszawa.
Ils ont repris des chansons de Krzysztof Krawczyk (chanteur).
Le 29 janvier 2012, ils participent au concert d'ouverture du Stade national de Varsovie, avec Haydamaky, Zakopower, Coma et Lady Pank.

## Membres
- Zygmunt Staszczyk : voix (1982–présent), guitare basse (1982–1983)
- Jan Benedek : guitare (1990–1994, 2022)
- Jacek „Perkoz” Perkowski : guitare (1992–2007, 2022)
- Maciej Majchrzak : guitares (1994–présent)
- Jan Pęczak : guitares (2007–présent)
- Paweł Nazimek : guitare basse (1991–présent)
- Sidney Polak : percussions (1990–présent)
- Michał Marecki : claviers (2005–présent)

### Anciens membres
- Janusz Knorowski : guitare (1982–1985)
- Maciej Bilski : guitare (1982)
- Grzegorz Nowicki : guitare (1982)
- Wojciech Wierus : guitare (1983–1984)
- Andrzej Zeńczewski : guitare (1984–1989)
- Grzegorz Małecki : guitare (1985)
- Rafał Włoczewski : guitare (1986–1989)
- Jarosław Kowalski : guitare (1986)
- Jan Pęczak : guitare (2007–2017)
- Maciej Majchrzak : guitare (1994–2017)
- Krzysztof Szymański : guitare (1990–1991)
- Krzysztof Zawadka : guitare (1991–1992)
- Jacek Śliwczyński : guitare basse (1983–1989)
- Przemysław Wójcicki : guitare basse (1990)
- Jacek Wudecki : percussions (1982–1987)
- Piotr Wysocki : percussions (1987–1989)
- Robert Szambelan : percussions (1989–1990)
- Darek Zając : claviers (1982–1989)
- Romuald Kunikowski : claviers (1991–1994)
- Jarosław Woszczyna – saksofon (1982–1983)
- Henryk Wasążnik : saxophone (1983)
- Piotr Malak : saxophone (1984–1985)
- Waldemar Zaborowski : saxophone (1987)
- Tom Pierzchalski : saxophone (1985–1989, invité 2002–2017)

## Discographie

### Teenage Love Alternative
- 1984 : Nasz Bubelon (Tilele Rekords)
- 1985 : Chamy idą
- 1988 : Miejscowi – live

### Albums studio
- 1989 : Wychowanie (LP, Polskie Nagrania)
- 1991 : Pocisk miłości (CD, Arston)
- 1992 : King (CD, Baron Records)
- 1994 : Prymityw (CD, Pomaton EMI)
- 1996 : Al Capone (CD, Pomaton EMI)
- 1997 : Chłopaki nie płaczą (CD, Pomaton EMI)
- 1999 : Antyidol
- 2001 : Model 01
- 2006 : I Hate Rock'n'Roll (EMI Music Poland)
- 2012 : Old is Gold
- 2013 : T.Love

### Compilations
- 1992 : Dzieci rewolucji 1982–92 (Arston)
- 1998 : BesT.Love (Pomaton)
- 2002 : 20 lat T.Love
- 2008 : Love, Love, Love – The Very BesT.Love
- 2011 : T.Lovestory

### Albums en concert
- 1994 : I Love You (Pomaton)
- 2003 : T.Live

## Récompenses et distinctions
- Superjedynki 2002 : Disque pop de l'année pour Model 01
- Superjedynki 2013 : nomination dans la catégorie du meilleur groupe[3]